# Cal Ximelis
Cal Ximelis és una obra del municipi de Rubí (Vallès Occidental) protegida com a bé cultural d'interès local.

## Descripció
Es tracta d'un conjunt arquitectònic situat al capdamunt d'un suau turonet sobre la plana de Can Ximelis. Es compon de diversos habitatges dins d'una única construcció de planta allargada amb teulada a doble vessant. Hi ha alguns edificis annexos. AL SO del conjunt hi ha una era enrajolada, i per la zona NE un antic pou comunal de forma rectangular que es considera medieval.